# Лозневой, Александр Никитич
Алекса́ндр Ники́тич Лознево́й (1911—2005) — российский поэт, прозаик, журналист, член Союза писателей СССР, автор более двух десятков книг. Участник советско-финской и Великой Отечественной войн, Почётный гражданин Магнитогорска.

## Биография
- 1911, 17 марта — родился в селе Большетроицком Курской губернии[1] в крестьянской семье. Начальную грамоту постигал самоучкой.
- 1923 — поступил в сельскую школу
- 1928 — ушёл на заработки, работал землекопом на строительстве Харьковского тракторного завода
- 1933, апрель — прибыл по вербовке в Магнитогорск на строительство Магнитогорского металлургического комбината, где начал работать токарем в механическом цехе. Первые шаги в журналистику и литературу сделал с магнитогорскими поэтами Б. Ручьёвым, М. Люгариным, В. Макаровым, Л. Татьяничевой. Работал сотрудником газеты «Магнитогорский рабочий», начал печататься в местных газетах и журналах.
- 1933 — призван на службу в армию
- 1939 — призван на Финскую войну
- 1941 — с последнего курса Литературного института имени Горького ушёл на фронт Великой Отечественной войны, которую прошёл от начала до конца. На фронтах войны командовал стрелковым и миномётным взводами, работал в дивизионных, армейских и окружных газетах (последней из послевоенных была армейская газета на Чукотке). В 1943 году вступил в ВКП(б).
- 1951 — в Симферополе вышла в свет первая книга Александра Лозневого: стихотворный сборник «Малышам».
- 1954 — переехал в Минск, принят в Союз писателей СССР
- 1968 — вернулся в Магнитогорск
- 1986 — награждён Почётной грамотой Верховного Совета РСФСР «За многолетнюю плодотворную литературную и общественную деятельность»
- 1998 — удостоен звания «Почётный гражданин Магнитогорска»
- 2003 — переехал в Минск к дочери
- 2005, 22 мая — скончался в Минске в возрасте 94 лет

## Литературная деятельность
Основополагающей темой творчества Александра Лозневого является военная тема. Многие из его стихов положены на музыку, став популярными песнями. В годы жизщни на Чукотке Лозневой собирал и переводил на русский язык сказания местных народов, собранные впоследствии в книгу «Чукотские сказки», переведённую на многие языки народов СССР.
Романы
- Крепость Магнитная (1983)
- Эдельвейсы — не только цветы (1979)

Повести
- Дорога в горы
- Жить и любить
- Плач-песня

Циклы стихов
- Высокое небо, пути широки
- Края мои широкие
- Солдатские строки
- Шишки на голову

Книги
1. 1948 — Утро в горах. — Челябинск.
2. 1951 — Малышам (стихи). — Симферополь, Крымиздат, 20 с. Тираж: 15000 экз.
3. 1952 — Края мои широкие (стихи и песни). — Минск, Госиздат БССР, 82 с. Тираж: 4000 экз.
4. 1955 — Мальчик на льдине (рассказ в стихах). — Владивосток, Приморское книжное издательство, 30 с. Тираж: 50000 экз.
5. 1956 — Чукотские сказки. — Москва.
6. 1959 — В походе и дома (стихи и басни). — Минск, Госиздат БССР, 107 с. Тираж: 4000 экз.
7. 1961 — Дорога в горы (повесть). — Минск, Госиздат БССР, 158 с. Тираж: 40000 экз.
8. 1966 — Дорога в горы (повесть). — Москва, Воениздат, 147 с. Тираж: 65000 экз.
9. 1970 — Жить и любить (повесть). — Минск, «Беларусь», 136 с. Тираж: 15000 экз.
10. 1974 — Чукотские сказки. — Москва.
11. 1978 — Чёрная птица (чукотские сказки, для дошкольного и младшего школьного возраста), Челябинск, Южно-Уральское книжное издательство. — 38 с.
12. 1979 — Эдельвейсы — не только цветы (роман). — Челябинск, Южно-Уральское книжное издательство, 351 с. Тираж: 15000 экз.
13. 1980 — Чёрная птица (чукотские сказки, для младшего школьного возраста). — Ташкент, «Еш гвардия», 56 с. Перевод на узбекский язык Я. Худайкулова.
14. 1983 — Крепость Магнитная (роман). — Челябинск, Южно-Уральское книжное издательство, 372 с. Тираж: 15000 экз.
15. 1986 — Чёрная птица (чукотские сказки, для детей). — Тбилиси, «Накадули», 83 с. Перевод на грузинский язык М. Зубадалашвили.
16. 1996 — Магнитогорские пальмы (лирика). — Магнитогорск, «МиниТип», 220 с. Тираж: 1000 экз. ISBN 5-86172-028-2
17. 1998 — Давно и недавно. — Магнитогорск, «АРС-Экспресс», 269 с.

Публикации
1. Стихи. — Поэты литбригады. — Челябинск, Южно-Уральское книжное издательство, 1969, с. 150—153.
2. Стихи. — «Магнитогорский рабочий», 16 июля 1994, с. 6.
3. Плач-песня (повесть). — «Магнитогорский рабочий», 1995, № 139—151, с. 3.
4. Что прожито, то прожито (песня). — «Магнитогорский рабочий», 16 февраля 1999, с. 3.
5. Вдали от России. — «Вестник Российской литературы» (Москва), 2005—2006, № 4—5, с. 252.
6. Родные напевы. — «Магнитогорский металл», 16 июня 2007, с. 12.
7. Реквием (стихотворение). — «Магнитогорский металл», 9 октября 2007, с. 5.

Рукописи
После смерти Александра Лозневого осталась его рукопись неопубликованной книги стихов под названием «Родные напевы».

## Звания и награды
- Орден Красной Звезды (дважды)
- Орден Отечественной войны I степени
- Медаль «За боевые заслуги»
- Почётная Грамота Президиума Верховного Совета РСФСР «За многолетнюю плодотворную литературную и общественную деятельность» (1986)
- Почётный гражданин Магнитогорска (1998)

## Мемориал
В 2010 году на фасаде дома № 18 по улице Строителей в Магнитогорске, где с 1968 по 2003 год жил и работал Александр Лозневой, установлена мемориальная доска в его честь.